# Битва у Ростовца
Битва у Ростовца — сражение близ древнего города Ростовец (ныне деревня Ростовка Винницкой области), произошедшее на «русальной неделе» в 1176 году между войсками Киевского княжества и половцами, выигранное половцами.
Произошло в правление в Киеве Романа Ростиславича. Узнав о вторжении половцев в Поросье, Роман послал против них войска во главе со своим братом Рюриком, сыновьями Ярополком и Мстиславом. Подробности сражения неизвестны. Летопись указывает на то, что Давыд Ростиславич не участвовал в походе, за что уже после разгрома русских войск Святослав Всеволодович Черниговский потребовал от Романа лишить Давыда владений в Русской земле (в Киевском княжестве), но автор «Слова о полку Игореве» обращался к Рюрику и Давыду обобщённо, напоминая им об этом поражении: «Не ваю ли вои злачёными шеломы по крови плаваша?».
Роман не решился наказывать брата, после чего Святослав Всеволодович, опираясь на союзные дружины Ольговичей и половецкую помощь, стал киевским князем (окончательно после смерти Романа в 1180 году) и организатором совместных походов сил русских княжеств против половцев, в том числе и в степи.